# Podocarpus neriifolius
Podocarpus neriifolius — вид хвойних рослин родини подокарпових.

## Поширення, екологія
Країни поширення: Бруней; Камбоджа; Китай (Гуансі, Юньнань); Фіджі; Індія (Ассам, Західна Бенгалія); Індонезія (Балі, Ява, Калімантан, Малі Зондські острови, Молуккські острови, Папуа, Сулавесі, Суматра.); Лаос; Малайзія (півострів Малайзія, Сабах, Саравак); М'янма; Непал; Папуа Нова Гвінея (архіпелаг Бісмарка); Філіппіни; Соломонові Острови; Таїланд; В'єтнам. Це найбільш поширений вид у роді. Це розсіяні дерева у вічнозелених первинних широколистяних лісах, або як підлісок або частіше (і зрештою) як дерева. Його діапазон висот в Китаї від 100 м до 1000 м над рівнем моря, але в тропічній малезійській області — від рівня моря до 2100 м над рівнем моря. Вид, як правило, росте на добре осушених ділянках далеко від річок, але іноді й у болотистому лісі. Ґрунти змінюються від бідних поживними речовинами пісків, піщанистої глини або пісковика, до латозолів й ультраосновних ґрунтів у Новій Гвінеї. У Китаї та Індокитаї вона є компонентом в Lithocarpus-Castanopsis змішаних вічнозелених лісів. У Малезії зазвичай асоціюється з іншими подокарповими, наприклад, Dacrycarpus imbricatus, Dacrydium і Podocarpus.

## Використання
Є важливим дерево деревини в кількох країнах, де є поширеним. Його чудова деревина використовується для будівництва будинків, теслярських справ і для виготовлення весел, щогл. Більш спеціалізованим використанням є шпон, меблі, внутрішня обробка, побутове начиння і різьба по дереву. У Новій Гвінеї, племена Хайленд використовують кору, щоб захистити стіни круглих будинків.

## Загрози та охорона
Має широке поширення. Локально, його статус може бути більш серйозним в залежності від темпів вирубки та рівнів загального збезлісення. Вид котируються в СІТЕС у Додатку III (на прохання Непалу в 1975 році), що означає, що потрібен сертифікат або дозвіл, щоб експортувати деревину з цієї країни. Він також відомий з багатьох охоронних територій у межах ареалу.